# El Refugio, Campeche
El Refugio är en ort i Mexiko.   Den ligger i kommunen Calakmul och delstaten Campeche, i den östra delen av landet, 1 000 km öster om huvudstaden Mexico City. El Refugio ligger 262 meter över havet och antalet invånare är 131.
Terrängen runt El Refugio är platt. Runt El Refugio är det mycket glesbefolkat, med 5 invånare per kvadratkilometer. Närmaste större samhälle är Unión 20 de Junio, 8,3 km öster om El Refugio. I omgivningarna runt El Refugio växer i huvudsak städsegrön lövskog.